# Dysdera romantica
Dysdera romantica là một loài nhện trong họ Dysderidae.
Loài này thuộc chi Dysdera. Dysdera romantica được Christa Deeleman-Reinhold miêu tả năm 1988.